# Marjorie Bruce

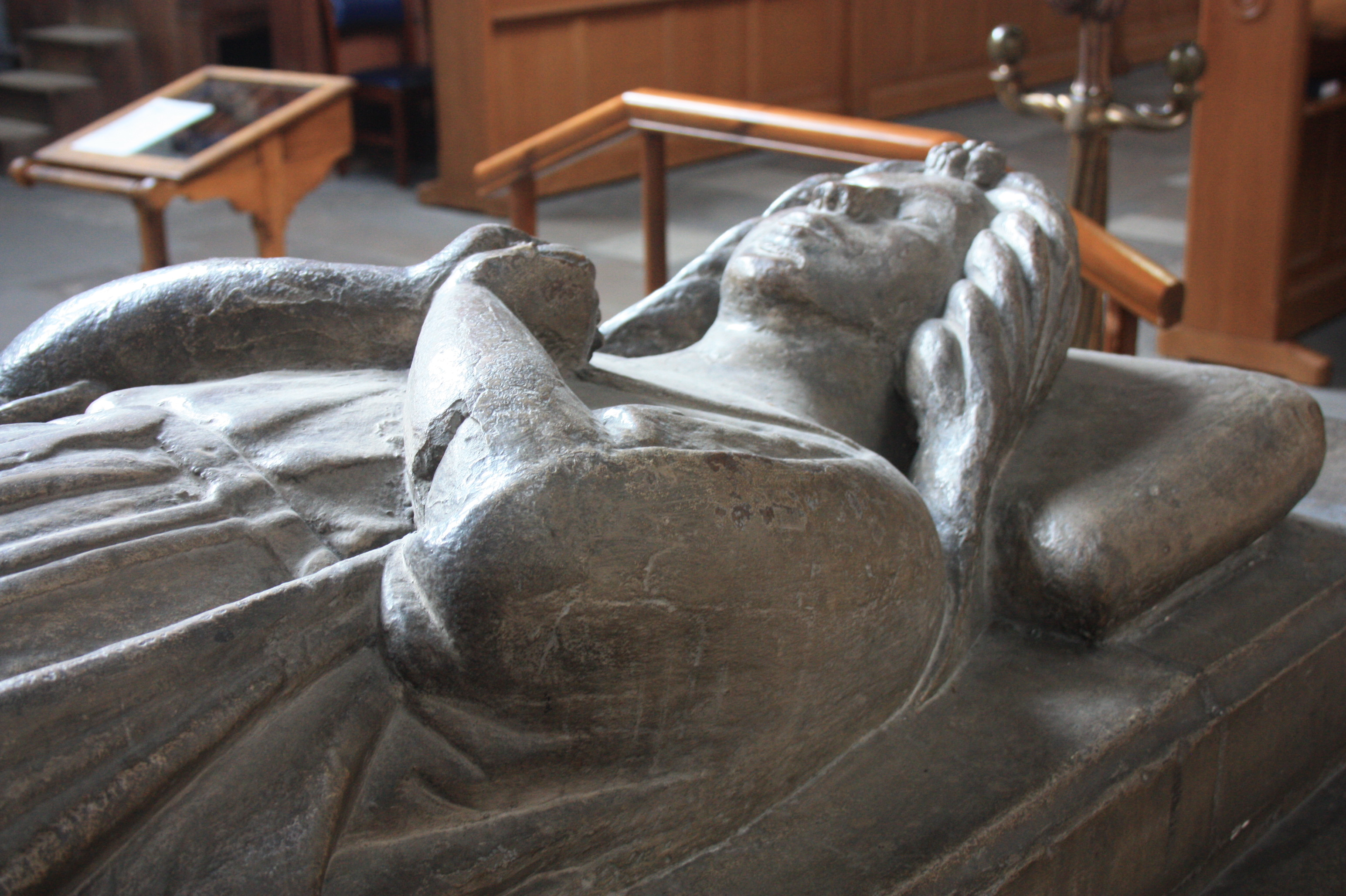
Marjorie Bruce. Detail von ihrem Grabdenkmal

Marjorie Bruce (oder Margorie Bruce; * um 1296; † 2. März 1316 in Paisley oder um 1317) war eine schottische Adlige.

## Herkunft
Marjorie entstammte der Familie Bruce. Sie war das einzige Kind aus der ersten Ehe von Robert Bruce, Earl of Carrick und dessen ersten Frau Isabella von Mar. Sie wurde nach ihrer Großmutter Marjorie, Countess of Carrick benannt. Ihre Mutter starb, als sie noch ein Kleinkind war, vermutlich starb sie im Kindbett.

## Kindheit und Jugend

Wappen von Marjorie Bruce

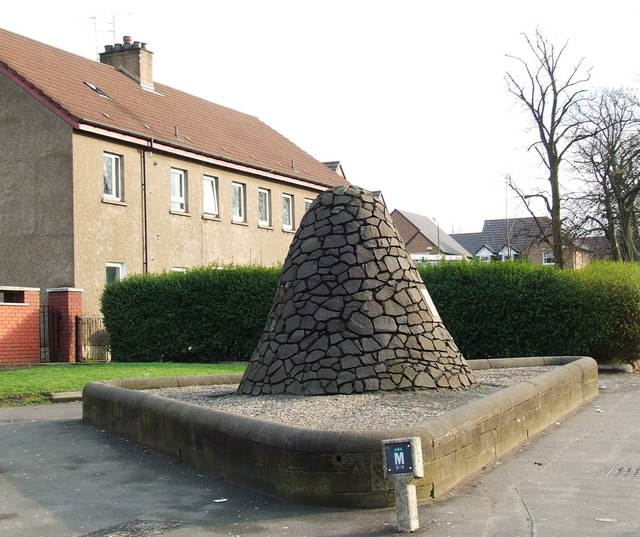
Denkmal in Paisley nahe der Stelle, wo Marjorie vom Pferd gestürzt sein soll

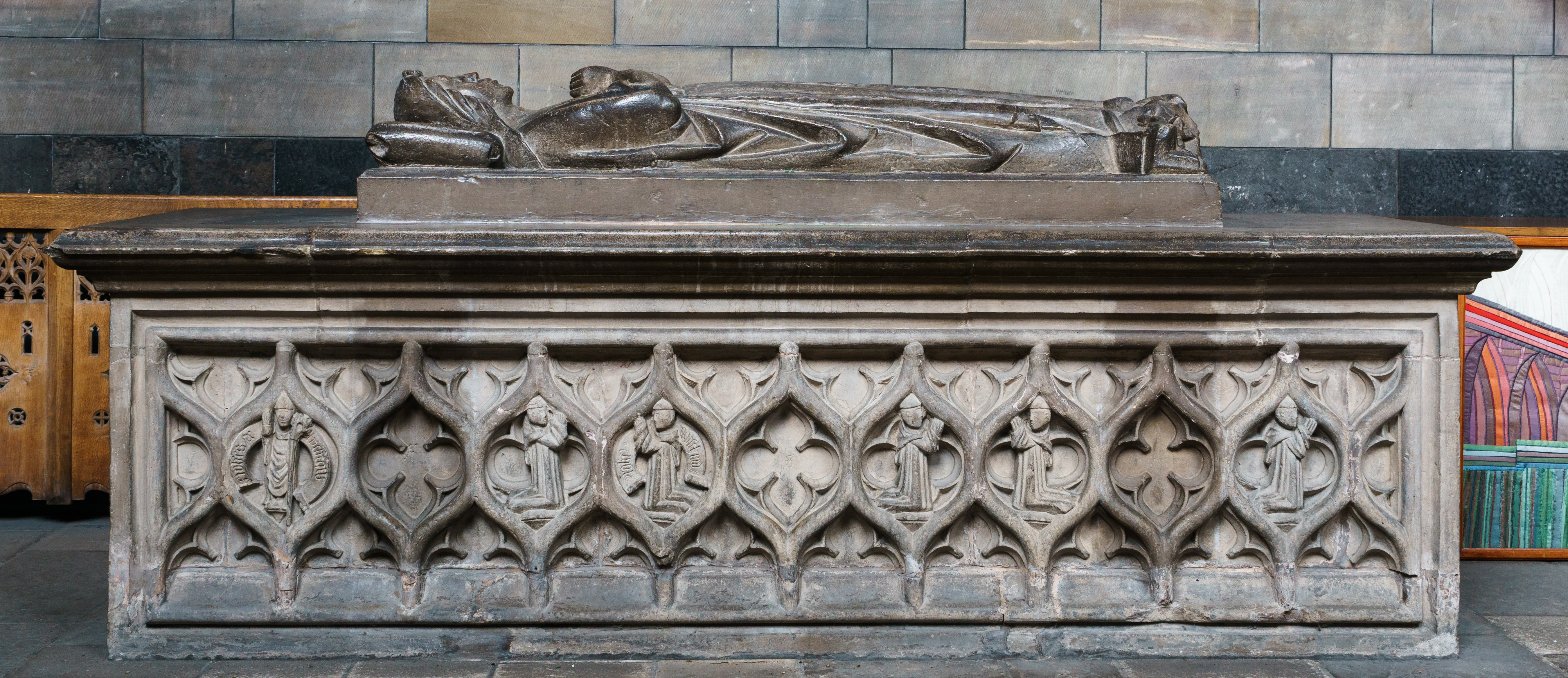
Grabdenkmal von Marjorie Bruce in Paisley Abbey

Zu Beginn des Ersten Schottischen Unabhängigkeitskriegs sollte Marjories Vater am 9. Juli 1297 während Verhandlungen mit den Engländern seine Tochter als Geisel stellen, es gibt aber keinen Nachweis, das er dies tat. Ihr Vater unterwarf sich 1302 dem englischen König Eduard I. 1306 erhob sich Robert Bruce jedoch zum König der Schotten und rebellierte damit offen gegen die Oberhoheit des englischen Königs. Möglicherweise nahm die junge Marjorie im März 1306 an der Krönung ihres Vaters in Scone teil. Nach der Niederlage in der Schlacht bei Methven im Juni 1306 flüchtete die höchstens zwölfjährige Marjorie mit ihrem Vater, mit dessen zweiten Frau Elizabeth de Burgh und mit weiteren Angehörigen. Nach der Niederlage bei Dalry im Juli oder August 1306 trennte sich Bruce von seiner Familie, die unter der Führung des Earl of Atholl nach Nordschottland flüchtete. Sie suchten erst in Kildrummy Castle Zuflucht. Als sie erfuhren, dass ein englisches Heer in Anmarsch war, flüchtete Atholl mit den Frauen weiter nach Norden. Möglicherweise wollten sie die Orkneys erreichen, die unter norwegischer Herrschaft standen. Dort wären sie in Sicherheit gewesen, denn Isabella Bruce, eine Schwester von Robert Bruce, war norwegische Königin. Als die Gruppe jedoch Tain erreichte, wurde sie vom Earl of Ross gefangen genommen. Eduard I. ließ Atholl hinrichten und auch die Frauen streng bestrafen. Marjorie, sollte, ähnlich wie ihre Tante Mary und die Countess of Buchan, in einen Käfig gesperrt und darin im Tower of London aufgehängt werden. Jeglicher Kontakt außer zum Constable of the Tower sollte ihr verboten werden. Kurz darauf widerrief der König diesen Befehl, stattdessen wurde Marjorie in das Gilbertinenkloster Watton in Yorkshire gebracht. Erst nach der englischen Niederlage in der Schlacht von Bannockburn wurde sie zusammen mit ihrer Stiefmutter Elizabeth und ihrer Tante Mary gegen den in der Schlacht gefangen genommenen Earl of Hereford ausgetauscht. Am 2. Oktober 1314 wurde sie zur Vorbereitung ihres Austauschs nach Carlisle gesandt, und spätestens vor dem 23. März 1315 wurde sie ausgetauscht.

## Ehe und Tod
Nach ihrer Freilassung wurde sie 1315 mit dem einige Jahre jüngeren Walter Stewart verheiratet. Die Ehe des zu diesem Zeitpunkt einzigen Kinds des Königs mit Walter Stewart galt als Zeichen der Freundschaft zwischen den Familien Bruce und Stewart und sicher auch eine Belohnung für dessen treue Unterstützung. Als Mitgift erhielt sie von ihrem Vater die Baronie Bathgate und weitere Ländereien. Wenige Monate später soll sie der Legende nach hochschwanger vom Pferd gestürzt sein. Sie wurde noch Mutter eines gesunden Sohns, starb aber wenige Stunden nach der Geburt. Angeblich kam ihr Sohn mit einem Kaiserschnitt zur Welt, den ein zufällig anwesender Passant durchgeführt haben soll. Wahrscheinlicher ist aber, dass Marjorie im Kindbett starb. Sie wurde in Paisley Abbey beigesetzt.
Die Umstände von Marjories Tod sind aber unbelegt. Möglicherweise wurde sie bereits Ende 1314 ausgetauscht und kurz darauf verheiratet. Somit könnte ihr Sohn bereits um 1315 geboren sein und sie selbst starb etwa zwei Jahre später.
Bei ihrem Tod war Marjorie das einzige eheliche Kind ihres Vaters. Bereits kurz vor ihrer Hochzeit hatte der König bestimmt, dass Marjorie im Falle seines Todes und des kinderlosen Todes seines Bruders Edward Bruce seine Erbin sein solle. Während eines Parlaments 1318 wurde bestimmt, dass Marjories Sohn den Thron erben soll, falls der König ohne männliche Nachkommen sterben sollte. Dieser Fall trat 1371 ein, als David II., der einzige Sohn von Robert Bruce, kinderlos starb. Somit wurde Marjories Sohn als Robert II. König der Schotten.